# Người đàn ông Ireland
Người đàn ông Ireland (tựa gốc The Irishman) là một bộ phim tội phạm, sử thi do Martin Scorsese đạo diễn và sản xuất. Bộ phim được Steven Zaillian chắp bút và dựa trên cuốn tiểu thuyết mang tên I Heard You Paint Houses của Charles Brandt. Phim có sự tham gia của Robert De Niro, Al Pacino và Joe Pesci, cùng Ray Romano, Bobby Cannavale, Anna Paquin, Stephen Graham và Harvey Keitel đảm nhận các vai phụ. Bộ phim theo chân Frank Sheeran (De Niro), một tài xế xe tải trở thành một sát thủ có liên quan đến tên cướp Russell Bufalino (Pesci) và gia đình của y, cũng như cả thời gian Sheeran làm việc cho tài xế xe tải Jimmy Hoffa (Pacino) – một nhân vật có số má trong Nghiệp Đoàn Tài xế Xe tải Quốc tế.
Vào tháng 9 năm 2014, sau nhiều năm bế tắc phát triển, Người đàn ông Ireland được công bố là bộ phim tiếp theo của Scorsese sau Thinh lặng (2016). De Niro, người cũng đảm nhận vai trò sản xuất phim, và Pacino được xác nhận sẽ đảm nhận các vai diễn chính ngay trong tháng đó. Pesci, dù lúc bấy giờ đã nghỉ hưu không chính thức, đã đồng ý tham gia sau khi được thỉnh cầu nhiều lần. Phim bắt đầu bấm máy vào ngày 18 tháng 9 năm 2017 tại Thành phố New York cũng như tại Mineola và Williston Park trên Long Island, và kết thúc vào ngày 5 tháng 3 năm 2018. Các cảnh được quay bằng giàn ba máy ảnh tùy chỉnh nhằm tạo điều kiện sử dụng các hiệu ứng kỹ thuật số để làm De Niro, Pacino và Pesci trông có vẻ trẻ hơn. Với thời lượng 209 phút và kinh phí sản xuất từ 159 đến 250 triệu dollar Mỹ, đây là bộ phim dài nhất và tốn kém nhất trong sự nghiệp của Scorsese.
Người đàn ông Ireland được công chiếu lần đầu tại Liên hoan phim New York lần thứ 57 và có một suất chiếu giới hạn tại rạp vào ngày 1 tháng 11 năm 2019 trước khi được phát trực tuyến trên Netflix kể từ ngày 27 tháng 11 năm 2019. Phim nhận được những lời đánh giá tích cực từ giới phê bình, đặc biệt dành cho hướng đi của Scorsese và màn diễn xuất của De Niro, Pacino và Pesci. Những yếu tố này đã giúp tác phẩm gặt hái nhiều đề cử và giải thưởng ở các lễ trao giải lớn nhỏ. Tại Lễ trao giải Oscar lần thứ 92, Viện Hàn lâm đề cử Người đàn ông Ireland trong 10 hạng mục, bao gồm Phim hay nhất, Đạo diễn xuất sắc nhất, Nam diễn viên phụ xuất sắc nhất cho Pacino và Pesci, và Kịch bản chuyển thể xuất sắc nhất. Tại lễ trao Giải Quả cầu vàng lần thứ 77, phim mang về 5 hạng mục đề cử, bao gồm phim chính kịch hay nhất. Tại Giải thưởng Điện ảnh Viện Hàn lâm Anh Quốc lần thứ 73, phim đã nhận được 10 đề cử, trong đó có đề cử trong hạng mục Phim hay nhất.